# Kiss Jenő (politikus)
Dr. zilahi Kiss Jenő (Balmazújváros, 1886. augusztus 20. – Budapest, 1938. május 15.) jogász, politikus, Békés vármegye főispánja.

## Élete
A XVII. században nemesített család sarja, édesanyja belehalt a szülésbe, így édesapja, Kiss Lőrinc gazdasági tisztviselő nevelte. Középfokú tanulmányai után Budapestre került joghallgatóként, majd ügyvédi vizsgát tett. Egészen fiatalon bekapcsolódott a politikába is.
1919-ben már a főváros tanácsjegyzőjeként működött, amikor Békés vármegye kormánybiztosává nevezték ki, mely a főispáni teendők ellátását is magában foglalta. Kinevezése ideiglenesnek minősült, így fizetési osztályba sem sorolták, illetményre sem volt jogosult, mindössze 2000 koronányi havi működési díjat állapítottak meg neki. Mivel Kiss megélhetését nem látta biztosítottnak, csak azzal a feltétellel fogadta el a kinevezést, ha békési megbizatása alatt a belügyminiszter fizetéses szabadságot eszközöl ki számára. E kérését csak többszöri levélváltás után sikerült teljesíteni. 1920-ban további feladatkörrel bízták meg Kisst, Arad vármegye főispáni és kormánybiztosi teendőit ruházták rá. Mivel kinevezése ideiglenes volt, elhatárolódott mindennemű társadalmi érintkezéstől, felmentésére nem is kellett sokáig várni, még 1920 augusztusában ez meg is történt. Mivel októberben már fővárosi tanácsnokká nevezték ki, kérte aradi főispánságából való mielőbbi felmentését is, ami azonban csak 1921 május 5-én történt meg.
Főispáni kinevezése előtt is politizált ugyan, de felmentése után még inkább belevetette magát. 1920-tól megélénkült a Szociáldemokrata Pártban viselt szerepe, hiszen a IX. kerületi pártszervezet végrehajtó bizottságának lett a tagja, majd 1923-től ugyanennek elnöke. Az MSZDP országos választmányának is tagja volt, az 1925-ös törvényhatósági választásokon Kiss is helyhez jutott a törvényhatósági bizottsági tagok között. Részt vett az pénzügyi-, a jogügyi- és az üzemszervező bizottság, valamint az igazoló választmány munkájában is. 1926-ban képviselőjelöltként tűnt fel Szarvason, ám mandátumhoz nem jutott, ugyanekkor Budapest alpolgármester-jelöltjeként is feltűnt. Az MSZDP Országos Községpolitikai Bizottságának titkára és A község című lap szerkesztőségi tagja volt. Politikai tevékenységén felül több tudományos előadást is tartott, cikkeket és tanulmányt is publikált. Szerepet vállalt a Természetbarátok Turista Egyesületében is, e szervezet vezetőségi tagja, ügyésze, sőt, rövid ideig elnöke is volt, emellett a Természetbarát szerkesztőgárdájának is tagja volt.
1928-ban a Vissza a tömegekhez! című röpirat kiadójaként tüntették fel, ami derékba törte pályafutását. Perbe fogták, majd letartóztatták, végül a Kúria hat hónapnyi fogházbüntetésre, három évi hivatalvesztésre és politikai jogainak három évre való felfüggesztésére ítélte. Az Ügyvédi Kamara választmánya fellebbezett, melynek nyomán a Kúria Ügyvédi Tanácsa 1933-ban úgy döntött, hogy örökre eltiltja Kisst ügyvédi hivatásának gyakorlásától. Szabadulása után Halász Alfréd segítségével egy kiadóhivatalban kapott állást, de Kiss ezt lealacsonyítónak érezte és ez elkeserítette. Néhány hónapon belül idegbajjal diagnosztizálták és a Benedek-klinikán ápolták, ahol hamarosan meg is halt.